# Didier Calame
Pour les articles homonymes, voir Calame (homonymie).
Didier Calame, né le 7 septembre 1972 aux Planchettes  est un agriculteur et homme politique suisse, membre de l'Union démocratique du centre.
Il est député du canton de Neuchâtel au Conseil national depuis 2023.

## Biographie
Didier Calame naît le 7 septembre 1972,. Il grandit aux Planchettes, village dont sa famille est originaire. Il commence à 16 ans un apprentissage de paysan, qu'il ne termine pas. 
Il est agriculteur et pratique la culture biologique. Parallèlement, il fonde et dirige une entreprise de d’assainissement de canalisations et de vidanges. 
Il a le grade de soldat à l'Armée. Il est marié, père d'une fille et réside aux Planchettes. Il est de parenté avec l'ancien conseiller fédéral Pierre Aubert, cousin de son grand-père.

## Parcours politique
Didier Calame est élu en 1996 au conseil général (législatif) de sa commune des Planchettes. Il rejoint deux ans plus tard le conseil communal (exécutif) de cette même commune. Il est alors membre du parti libéral-radical, mais trouvant la section neuchâteloise « trop à gauche », il rejoint l'UDC en 2005,. 
C'est sous les couleurs de l'UDC qu'il est élu en 2005 député au Grand Conseil du canton de Neuchâtel. Il y siège 15 ans, jusqu'à sa démission en 2020,.
Candidat lors des élections fédérales suisses de 2023, il crée la surprise en prenant le siège du popiste Denis de la Reussille au Conseil national. Il siège dans la commission de politique extérieure.